# 리처드 시먼스
리처드 시먼스(Richard Simmons) 또는 밀턴 티글 시먼스(Milton Teagle Simmons, 1948년 7월 12일~2024년 7월 13일)는 미국의 피트니스 유명인이자 배우이다. 피트니스계에서는 중진적인 존재이며, 많은 TV 프로그램에 출연했으며 다수의 비디오와 저서도 발표했다.